# Bábolna Bio
A Bábolna Bio a Bábolna Környezetbiológiai Központ Kft. márkaneve, amely 2004 és 2014 között védjegyoltalom alatt állt. A Bábolna Bio Kft. piacvezető a kártevő- és rágcsálóirtás területén. A két különálló céget a sajtó is gyakran Bábolna Bio (vagy Báblona Bio Kft.) néven összekeveri.

## Története
Az 1948-ban alakult a Bábolnai Törzsállattenyésztő Állami Gazdaságot.
A mai Bábolna Környezetbiológiai Központ Kft. jogelődjét 1965-ben alapították a legnagyobb magyar mezőgazdasági vállalat, a Bábolnai Állami Gazdaság állattartó telepeinek kártevőirtása céljából.
A rágcsálóirtó szerek gyártását és értékesítését az állami gazdaság az 1970-es évek elején kezdte meg.
Az állami gazdaság 1973-ban alakult át Bábolnai Mezőgazdasági Kombinát néven állami mezőgazdasági kombináttá. Tevékenységi köre a mezőgazdasági termelésen és az állattenyésztésen túl továbbra is kiterjedt a kártevő- és rágcsálóirtásra is.
A kombinát világszerte ismertté vált egész városrészekre kiterjedő szisztematikus kártevő-mentesítési akcióiról is. Ezek közül kiemelkedik a Budapest főváros teljes, 525 km²-es területére kiterjedő 1971–72-es patkánymentesítés. A sikeres irtást ú.n. fenntartás követte éveken át.
Budapesten, a X. kerület Szállás u. 6. alatt jött létre 1992-ban a Bábolna Környezetbiológiai Központ Kft. 2011-ben ugyanezen székhellyel megalakult a Bábolna Bio Kártevőirtó Szolgáltató Kft.
Az1973. január 1-től 2012-ig végzett fenntartási tevékenységeredményeként Budapesten a patkányok évtizedek óta sem közegészségügyi, sem gazdasági, sem közérzeti problémát nem okoznak. A fővárossal a szerződést további 5 évre meghosszabbították.
2014-ben új rágcsálóirtószer-gyártó üzemet avattak Bábolnán.

## Díjai, elismerései
- Nemzetközi Technológiai és Minőségi Díj
- Business Superbrandsd íj (több alkalommal)
- Magyar Termék Nagydíj (több alkalommal)
- Innovációért Díj (2013)[3]